# 이창우 (그래픽디자이너)
이창우(Lee Chang Woo, 음력 1963년 2월 3일 ~)는 대한민국의 시각디자이너 겸 일러스트레이터이다. 더스튜디오 대표, 언폴드앤아카데미 대표교수로 재직중이다.

## 생애
이창우는 홍익대학교 미술대학 시각디자인과를 졸업하고 1988년부터 (주)엘지애드에서 광고를 제작한다. 광고크리에이티브와 동시에 인연을 맺고 있었던 음악인들과 연극인들과의 교류를 통해 당시 대학로를 중심으로 이루어졌던 대중문화의 확장과 발전에 동행한다.
이 당시 맺어진 김광석과의 인연으로 다시 부르기, 김광석 네번째 등 음반과 공연의 아트디렉터로 참여했으며, 극장 학전의 아트디렉터로서 학전에서의 공연들 록 뮤지컬 지하철 1호선 등의 아트디렉션을 진행한다. 
이창우는 계원조형예술대학과 힐스(한국일러스 트레이션학교)에서 교수로 재직하며 후학양성에 힘써왔으며, 더스튜디오 디자인 스튜디오를 운영하며 다양한 영역에서 꾸준한 크리에이티브 활동을 펼친다.
2014년 교황 프란치스코의 방한 책임 아트디렉터로 참여했으며, 그가 작업한 교황 캐리커처가 국제적인 인기를 끌었다. 또한 2020 한성백제문화제 아트디렉션, 2022 궁중문화축전 페스티벌 아트디렉션 등 현재까지 일러스트레이션과 그래픽 디자인 영역에서 활발한 활동을 펼치고 있다.